# هيرماين ديفيد
هيرماين ديفيد (بالفرنسية: Hermine David)‏ هي رسامة وعارضة فرنسية، ولدت في 19 أبريل 1886 في باريس في فرنسا، وتوفيت في 1 ديسمبر 1970 في Bry-sur-Marne ‏ في فرنسا.

## وصلات خارجية
- هيرماين ديفيد على موقع أوليمبيديا (الإنجليزية)